# Povrch Merkuru

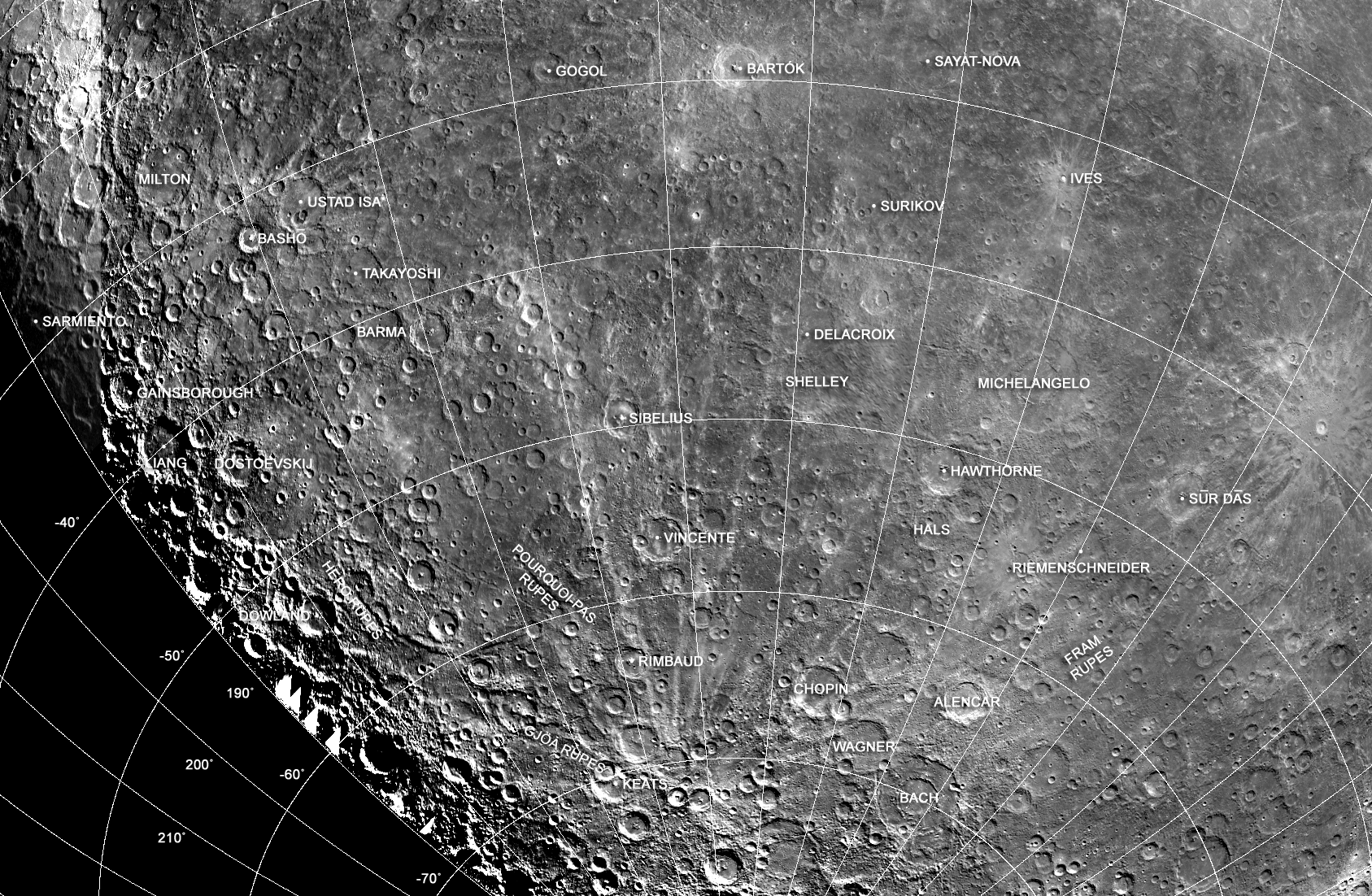
Ukázka povrchu

Povrch Merkuru se velmi podobá povrchu pozemského Měsíce, jak ukázaly první detailnější snímky planety Merkur pořízené americkou sondou Mariner 10. Povrch je pokryt především obrovským množstvím kráterů, vzniklých srážkou s meteority a planetkami nejrůznějších velikostí (tzv. impaktní krátery). Jediný rozdíl mezi Měsícem a Merkurem je v tom, že na Merkuru neexistují objekty podobné tzv. měsíčním mořím, čili velké výlevy bazaltů v obřích pánvích, vzniklých po dopadech velkých těles. Mimo jiné se zde nacházejí rozsáhlé lávové výlevy a pravděpodobně i sinuous rilles, útvary připomínající říční koryta, která jsou spojena s impakty menších těles.
Nejvýraznějším povrchovým útvarem Merkuru je přes 1400 km se táhnoucí prohlubeň Caloris Basin, která je často považována za největší kráter ve sluneční soustavě.
Planeta byla navštívena zatím pouze sondami Mariner 10 v 70. letech a v prvním desetiletí 21. století sondou MESSENGER. Mariner 10 prolétl kolem planety celkem třikrát, načež odeslal na Zemi přes 2700 snímků, které pokryly povrch pouze z 45 %. Povrch planety je k roku 2009 zmapován tedy pouze z menší části. Snímky ukázaly svět podobný Měsíci s velice starou kůrou pokrytou značným množstvím impaktních kráterů od velikosti několika stovek metrů až 1300 kilometrů. U Merkuru nebyl identifikován žádný geologický proces, který by mohl omlazovat kráter jako např. desková tektonika na Zemi či lávové výlevy na povrchu Měsíce a tak se zde nachází mnoho kráterů v různém stupni eroze. Na povrchu se nachází i hory, které jeví značné známky rozrušení impakty jiných těles. Horstva jsou menšinovým činitelem, většinu povrchu nejspíše zabírají lávové planiny dvojího typu: mezikráterové planiny a hladké planiny. Rozdíl mezi nimi je v četnosti kráterů, které se na nich nacházejí. Předpokládá se, že hladké planiny jsou mladšího stáří.
Oproti povrchu Měsíce či Marsu chyběly doklady sopečné aktivity na povrchu planety až do roku 2008, kdy sonda MESSENGER objevila sopky na povrchu. Předpokládá se, že během kontrakce obvodu Merkuru se mohla planeta zmenšit až o 0,1 %, což se projevilo masivním zvrásněním kůry a jejím popraskáním. Vznikly tak útesové zlomy vysoké několik kilometrů a dlouhé až stovky kilometrů. Od roku 2008 se pak povedlo na povrchu Merkuru identifikovat jak projevy efuzivního vulkanismu v podobě lávových proudů, tak i projevy explozivního vulkanismu v podobě uloženin pyroklastického materiálu. Odhaduje se, že efuzivní vulkanismus byl aktivní převážně před ~4,1 až 3,55 miliardami let, kdežto explozivní se odehrával od 3,9 až 1 miliardami let.